# Carinodes polychrous
Carinodes polychrous är en stekelart som först beskrevs av Brulle 1846.  Carinodes polychrous ingår i släktet Carinodes och familjen brokparasitsteklar. Inga underarter finns listade.